# Hélder Amaral
José Hélder do Amaral (ur. 8 czerwca 1967) – portugalski polityk, poseł do Zgromadzenia Republiki.

## Życiorys
Urodził się w Portugalskiej Afryce Zachodniej, z której przyjechał do Portugalii w 1975. Od 1983 zatrudniony w branży turystycznej, następnie również w rolniczej. Pracując, ukończył szkołę średnią, następnie zaś podjął studia prawnicze na Universidade Lusíada w Lizbonie. Od 1993 stał na czele struktur partyjnych CDS/PP w okręgu Viseu, powoływany również w skład rady krajowej i komisji politycznej tego ugrupowania. Wybierany na radnego miejskiego w Viseu.
W wyborach w 2002 po raz pierwszy uzyskał mandat posła do Zgromadzenia Republiki w okręgu Viseu. Następnie był wybierany na kolejne kadencje w latach 2005, 2009, 2011 i 2015.

## Życie prywatne
Żonaty, ma dwoje dzieci.